# Završnica Svjetskog prvenstva u nogometu 1974.
Finale Svjetskog nogometnog prvenstva 1974. godine održalo se 7. srpnja 1974. na Olimpijskom stadionu u Münchenu, između reprezentacija Nizozemske i Zapadne Njemačke. Bilo je to 10. finale Svjetskog nogometnog prvenstva, a Zapadna Njemačka je odnijela pobjedu na jakom Nizozemskom. 

## Pregled utakmice
Zapadna Njemačka ušla je u utakmicu pod vodstvom Kaisera Franza Beckenbauera, dok je Nizozemce i njihov Totalni nogomet, sustav koji pokorio prvenstvo, predvodio veliki Johan Cruijff. Nakon samo minute igre, Cruijff je izveo solo prodor u njemačkom šesnaestercu, no tamo ga je srušio branič Uli Hoeneß. Nizozemska je dobila jedanaesterac kojega je uspješno izveo Johan Neeskens - Nizozemska je tako povela u finalu prije nego što je ijedan njemački igrač uopće dodirnuo loptu. Zapadna Njemačka pritisnula je kako bi izjednačila, a kruna toga bio je jedanaesterac koji im je dodijeljen nakon što je Bernd Hölzenbein pao u nizozemskom šesnaestercu. Jedanaesterac je uspješno izveo Paul Breitner i Nijemci su izjednačili rezultat. Daljnji pritisak nastavljaju upravo Nijemci, što im se i isplatilo u 43. minuti, kada je Gerd Müller postigao pogodak za njemačko vodstvo. Kasnije će se ispostaviti da će ovo biti Müllerov posljednji reprezentativni gol, nakon što se povukao iz reprezentacije po završetku turnira. Nakon sučevog zvižduka za kraj poluvremena, kapetan Cruijff dobio je žuti karton zbog prepiranja sa sucem.
Drugo poluvrijeme obilježila je podjednaka igra s obe strane. Müller je kasnije još jednom gurnuo loptu u Jongbloedovu mrežu, no linijski sudac označio je zaleđe, nakon čega je sudac Taylor poništio pogodak. U 85. minuti, spomenuti Hölzenbein još je jednom pao u nizozemskom šesnaestercu, no sudac ovaj puta nije povjerovao kako se radilo o prekršaju za kazneni udarac. Ubrzo je sudac zasvirao za kraj, čime je Zapadna Njemačka postala novi svjetski prvak, dodavši tako europskoj kruni iz 1972. i onu svjetsku. Bila je to, tako, prva europska momčad koja je istovremeno bila i svjetski i europski prvak. Te će uspjehe kasnije ponoviti samo Francuska (iako će oni prvo postati svjetski, a onda europski prvaci) i Španjolska. 
João Havelange, predsjednik FIFA-e od 1974. do 1998., izjavio je jednom prilikom kako su finala svjetskih prvenstava 1966. i 1974. namještena kako bi trofej odnijele Engleska i Njemačka.

## Detalji
| 7. srpnja 1974. 16:00 |           |                                |                                                                    |
| Nizozemska            | 1:2       | Zapadna Njemačka               | Olympiastadion, München Broj gledatelja: 75.200 Sudac: Jack Taylor |
| Neeskens 2' (11 m)    | Izvještaj | Breitner 25' (11 m) Müller 43' | Olympiastadion, München Broj gledatelja: 75.200 Sudac: Jack Taylor |

| Nizozemska | Zapadna Njemačka |

| NIZOZEMSKA:   |    |                     |     |     |
|               |    |                     |     |     |
| GK            | 8  | Jan Jongbloed       |     |     |
| DF            | 20 | Wim Suurbier        |     |     |
| DF            | 17 | Wim Rijsbergen      |     | 69' |
| DF            | 12 | Ruud Krol           |     |     |
| MF            | 2  | Arie Haan           |     |     |
| MF            | 6  | Wim Jansen          |     |     |
| MF            | 13 | Johan Neeskens      | 40' |     |
| MF            | 3  | Willem van Hanegem  | 23' |     |
| FW            | 16 | Johnny Rep          |     |     |
| FW            | 14 | Johan Cruijff       | 45' |     |
| FW            | 15 | Rob Rensenbrink     |     | 46' |
| Zamjene:      |    |                     |     |     |
| MF            | 7  | Theo de Jong        |     | 69' |
| FW            | 10 | René van de Kerkhof |     | 46' |
| Izbornik:     |    |                     |     |     |
| Rinus Michels |    |                     |     |     |

| ZAPADNA NJEMAČKA: |    |                          |    |
|                   |    |                          |    |
| GK                | 1  | Sepp Maier               |    |
| DF                | 2  | Berti Vogts              | 4' |
| DF                | 5  | Franz Beckenbauer        |    |
| DF                | 4  | Hans-Georg Schwarzenbeck |    |
| DF                | 3  | Paul Breitner            |    |
| MF                | 16 | Rainer Bonhof            |    |
| MF                | 12 | Wolfgang Overath         |    |
| FW                | 9  | Jürgen Grabowski         |    |
| FW                | 13 | Gerd Müller              |    |
| FW                | 14 | Uli Hoeneß               |    |
| FW                | 17 | Bernd Hölzenbein         |    |
| Izbornik:         |    |                          |    |
| Helmut Schön      |    |                          |    |

| Pomoćni suci: Ramón Barreto Alfonso González Archundia |

## Vanjske poveznice
- Finale na planetworldcup.com
- Finale na shubhayan.com  Arhivirana inačica izvorne stranice od 31. kolovoza 2010. (Wayback Machine)
- Finale na holland74.net  Arhivirana inačica izvorne stranice od 8. lipnja 2010. (Wayback Machine)